# Esthemopsis thyatira
Esthemopsis thyatira är en fjärilsart som beskrevs av William Chapman Hewitson 1852. Esthemopsis thyatira ingår i släktet Esthemopsis och familjen Riodinidae. Inga underarter finns listade i Catalogue of Life.